# The Reformers; or, The Lost Art of Minding One's Business
The Reformers; or, The Lost Art of Minding One's Business (anche The Reformers; or, The Lost Art of Minding One's Own Business) è un cortometraggio muto del 1913 diretto da D.W. Griffith.

## Produzione
Il film fu prodotto dalla Biograph Company. Venne girato in California.

## Distribuzione
Distribuito dalla General Film Company, il film - un cortometraggio in due bobine - uscì nelle sale cinematografiche statunitensi il 6 luglio 1913.